# فلاديسلاف تريتياك
فلاديسلاف تريتياك (بالروسية: Владисла́в Алекса́ндрович Третья́к) هو لاعب أولمبي لرياضة هوكي الجليد من الاتحاد السوفييتي. شارك في الأولمبياد الشتوي في 1972–1984، وفاز بما مجموعه 4 ميداليات.

## الميداليات
| ذهب | فضة | برونز | المجموع |
| 3   | 1   | 0     | 4       |

## روابط خارجية
- فلاديسلاف تريتياك على موقع دوري الهوكي الوطني (الإنجليزية)
- فلاديسلاف تريتياك على موقع EliteProspects.com (الإنجليزية)
- فلاديسلاف تريتياك على موقع Eurohockey.com (الإنجليزية)
- فلاديسلاف تريتياك على موقع HockeyDB.com (الإنجليزية)
- فلاديسلاف تريتياك على موقع Hockey-Reference.com (الإنجليزية)
- فلاديسلاف تريتياك على موقع اللجنة الأولمبية الدولية (الإنجليزية)
- فلاديسلاف تريتياك على موقع أوليمبيديا (الإنجليزية)